# Chichimilá
Chichimilá, es una localidad del estado de Yucatán, México, cabecera del municipio homónimo ubicada aproximadamente 10 kilómetros al sur de la ciudad de Valladolid.

## Toponimia
Según la Enciclopedia de los municipios de México, el toponímico "chichimilá" significa en idioma maya ‘pesón duro’, por derivarse de los vocablos chich (‘duro’), im (‘pesón’) e ilá o ilé (‘ver, mirar’).
Sin embargo, el Diccionario Maya-Español de Cordemex dice:

Chichimilá: toponímico de un pueblo y un municipio del ex Departamento de Valladolid, cuyo nombre antiguo fue Chechemilá, formado por che'chmil lo relativo al che'chem (un vegetal de la familia de las Anacardiáceas) y á por ha, que significa ‘agua’ en idioma maya. Esto es, agua donde están los árboles de che'chem.

## Datos históricos
Chichimilá está enclavado en el territorio que fue la jurisdicción de los cupules antes de la conquista de Yucatán.
Sobre la fundación de la localidad no se conocen datos precisos antes de la conquista de Yucatán por los españoles. Se sabe, sin embargo, que durante la colonia estuvo bajo el régimen de las encomiendas, entre las cuales la de Micaela Alcocer quien tenía como pensionistas a  Manuel de Argáez y Noguera y a Juan de Argáez y Noguera. 
En 1825, después de la independencia de Yucatán, Chichimilá Chichimilá quedó integrado al Partido de Valladolid. 
Al igual que muchas poblaciones del oriente del estado Chichimilá fue escenario de cruentos encuentros entre las partes beligerantes durante el conflicto denominado guerra de Castas, que se verificó a mediados del siglo XIX. En el caso de Chichimilá, ésta fue duramente atacada al principio del conflicto ya que Manuel Antonio Ay, uno de los tres principales líderes mayas que lo detonaron, era el cacique del pueblo, razón por la cual la localidad fue duramente castigada por el ejército de los blancos inmediatamente después de haberse descubierto la sublevación maya y sacrificado aquel en la ciudad de Valladolid en 1847.

## Sitios de interés turístico
En Chichimilá se encuentra el edificio de un ex-convento que data de la época colonial, con un templo en el que se venera a la Asunción, construido en el siglo XVI.